# Citrinophila erasmus
Citrinophila erasmus är en fjärilsart som beskrevs av Kirby 1887. Citrinophila erasmus ingår i släktet Citrinophila och familjen juvelvingar. Inga underarter finns listade i Catalogue of Life.